# Еванелистичка реформаторска црква у Новим Бановцима
Еванелистичка реформаторска црква у Новим Бановцима је бивши вјерски објекат, који данас више не постоји.

## Историја
Црква је срушена од комуниста - партизана, пред крај Другог свјетског рата, 1944. године. Данас се на мјесту некадашње цркве налази стамбена зграда, жуте фасаде, у центру Нових Бановаца, код поште и ОШ „Никола Тесла”, у Светосавској улици.
Протестанти су у Новим Бановцима до Другог свјетског рата били најбројнија вјерска скупина, али у току и након завршетка Другог свјетског рата, многи напуштају своја мјеста и новостворену државу. По подацима Матичне књиге Основне школе у Новим Бановцима из 1932./33., у тој школској години је било ученика: 145 Нијемаца, 82 Југословена и 2 Словака. По вјерској припадности било их је: 149 евангелиста, 74 римокатолика и 6 православних.